# Laucha (Saale)
La Laucha est une rivière en Saxe-Anhalt et un tributaire gauche de la Saale. Son longueur est 20 km environ.

## Géographie
La Laucha prend son source au sud-ouest de Schafstädt sur le plateau de Querfurt, un paysage caracterisé par le Lœss et le tchernoziom sur un basement calcaire. Elle passe Schafstädt, Großgräfendorf et Bad Lauchstädt qui tire son nom de la rivière et touche le territore de Milzau. Après, son affluent Schwarzeiche la rejoint du sud-ouest, et la rivière entre dans la vallée Lauchagrund. Ici elle passe Bündorf et Knapendorf. La rivière passe ensuite entre les anciennes terrils des usines chimiques Buna dans une sorte de canyon artificiel. Avant d'atteindre Schkopau elle est rejoint du sud par son autre affluent, le Wertsgraben. À Schkopau la Laucha traverse le centre du village, flanque le parc du château et se jete dans la Saale.

## Écologie
Comme les terrils des dechets des usines Buna entre Bündorf et Schkopau s’approchent assez près de la rivière, les effluents influencent fortement la qualité de l'eau de la Laucha, notamment par leur contenu de mercure. Un projet a donc été élaboré pour déplacer la rivière vers le sud.